# Tretajuga
Tretajuga (dewanagari त्रेतायुग, ang. Treta Yuga) – w kosmologii hinduistycznej druga część mahajugi trwająca 1 296 tys. lat. Przed tretajugą jest satjajuga, a po: dwapara- i kalijuga. Tretajuga jest określana jako wiek srebrny.
Ludzie żyjący w tym okresie żyli 10 tys. lat. W stosunku do satjajugi, pogorszyła się jakość takich cech ludzkich jak pamięć czy zdrowie. W tym wieku zaczęła się pojawiać przestępczość i rozpusta.
Według wisznuitów, w każdej z jug pojawia się określona forma Wisznu i tak, dla tretajugi jest to awatara w kolorze czerwonym.
Polecaną formą samorealizacji w tym okresie było przeprowadzanie wielkich ofiar ogniowych.